# Ott
Ott – pseudonim angielskiego DJ-a, kompozytora i producenta muzycznego.
Ott współpracował z wieloma artystami i grupami muzycznymi, byli to: Brian Eno, The Orb, Youth, Shpongle, Killing Joke, Hallucinogen, Sinéad O’Connor, Embrace, Steve Hillage, System 7, Natacha Atlas i inni. Obecnie związany z wytwórnią Simona Posforda – Twisted Records. Artysta stał się bardziej popularny po wydaniu płyty Hallucinogen – In Dub w 2002 roku, która zawierała 6 zremiksowanych przez niego utworów Hallucinogena. W 2003 roku wydał swój pierwszy solowy album Blumenkraft, w którym stworzył charakterystyczny styl łącząc elektroniczne dźwięki, dub i orientalne rytmy. 25 stycznia 2008 został wydany drugi album Otta – Skylon. 15 marca 2011 roku ukazał się kolejny krążek, zatytułowany Mir. Najnowszy album – Fairchildren – został wydany 11 sierpnia 2015 roku.

## Dyskografia

### Albumy
- Blumenkraft (2003)
- Skylon (2008)
- Mir (2011)
- Fairchildren (2015)
- Heads (2022)

### Remiksy
- "Killing Joke – Democracy" (United Nations Mix) (1996)
- "Eat Static – Hybrid" (Eat Static Remix) (1997)
- "Hallucinogen – Beautiful People" (Otts Mix) (2000)
- "Shpongle – Around The World In A Tea Daze" (Ott Remix) (2003)
- "Tripswitch – Silver" (Ott Remix) (2004)
- "Entheogenic – Timeless E.S.P." (Ott's New Wasserboxer Mix) (2005)
- "Entheogenic – Ground Luminosity" (Ott's New Yoghurt Loom Mix) (2005)
- "Hallucinogen – Angelic Particles" (Buckminster Fullerine Mix) (2005)

### Współtwórca
- Shpongle – Are You Shpongled? (1999)
- Hallucinogen – In Dub (mixed by Ott) (2002)
- Shpongle – Nothing Lasts... But Nothing Is Lost (2005)